# Посёлок комбината стройматериалов-2
Посёлок комбината стройматериалов-2 — посёлок в Раменском муниципальном районе Московской области. Входит в состав сельского поселения Гжельское. Население — 120 чел. (2010).

## География
Посёлок комбината стройматериалов-2 расположен в северо-восточной части Раменского района, примерно в 12 км к северо-востоку от города Раменское. Высота над уровнем моря 140 м. В 2 км к западу от посёлку протекает река Гжелка. В посёлке 5 улиц: Железнодорожная, Заводская, Карьерная, Почтовая и Шоссейная. Ближайший населённый пункт — посёлок комбината стройматериалов-1.

## История
До муниципальной реформы 2006 года посёлок входил в состав Гжельского сельского округа Раменского района.

## Население
| 2002 | 2010 |
| ---- | ---- |
| 86   | ↗120 |

По переписи 2002 года в посёлке проживало 86 человек (42 мужчины, 44 женщины).